# Линдквист, Тони
Тони Линдквист (швед. Thony Lindquist, род. 19 июня 1954 года, Скутскер, Швеция) — шведский хоккеист с мячом, впоследствии тренер. Под руководством Тони Линдквиста команда "Санвикен АИК" стала чемпионом Швеции 2010/2011 годов, обладателем Кубка Швеции 2009, 2010, 2011 годов, финалистом Кубка Мира 2011 года. Под руководством Тони Линдквиста команда "Динамо" (Москва) стала чемпионом России 2011/2012, 2012/2013 годов, обладателем Кубка России 2012 года, обладателем Кубка Мира 2013 года.

## Игровая карьера
- "Скутскер" ИФ (Скурткертс, Швеция)
- ИФ "Сириус" Уппсала, Швеция
- "Сандвикен АИК" Сандвикен, Швеция

## Тренерская деятельность
- 2001-2004 – главный тренер молодежной сборной Швеции (до 23 лет)
- 2004-2005 – тренер "Водник" Архангельск, Россия
- 2005-2006 – тренер "Динамо" Москва, Россия
- 2006-2007 – главный тренер "Ракета" Казань, Россия
- 2007-2008 – тренер-преподаватель спортивной школы "Сандвикен АИК" Сандвикен, Швеция
- 2008-2011 – главный тренер "Сандвикен АИК" Сандвикен, Швеция
- с декабря 2011 – главный тренер "Динамо" Москва, Россия